# Lesley Collier
Lesley Faye Collier (Orpington, 13 marzo 1947) è un'ex ballerina e docente inglese, prima ballerina del Royal Ballet dal 1972 al 1995.

## Carriera
Nata a Orpington nel Kent da Roy e Mavis, iniziò a ballare all'età di due anni e vinse una borsa di studio per frequentare la Royal Ballet School. Nel 1965 completò i suoi studi e, in seguito allo spettacolo di diploma, venne scelta per il ruolo principale in The Two Pigeons di Frederick Ashton.
Dopo aver lasciato la Royal Ballet School, nel 1965, entrò a far parte del Royal Ballet. Nel 1968 le furono assegnati i primi ruoli da solista. Continuò ad esibirsi in tutti i più importanti balletti classici, e nel 1972 divenne prima ballerina.

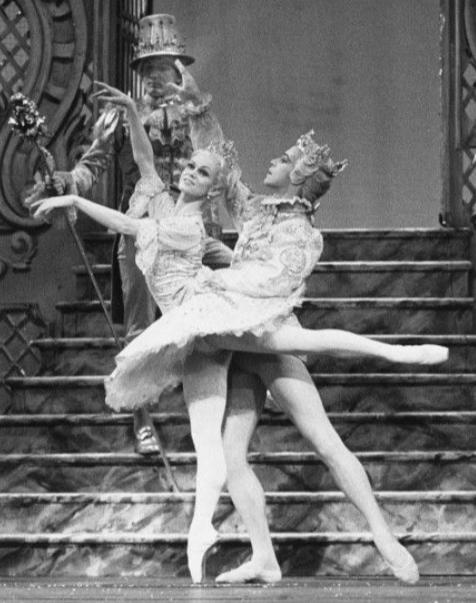
Faye ne Lo schiaccianoci

Il 13 novembre 1978 danzò con Wayne Sleep in una Royal Variety Performance al London Palladium.
Nel 1981 The Ballet Goer's Guide la definì "una ballerina di tecnica e velocità scintillanti".
Dopo il ritiro, nel 1995, è entrata a far parte del corpo docente della Royal Ballet School. Ed è répétiteur al Royal Ballet.

## Vita privata
Alla fine del 1977 a Westminster, sposò Nicholas A. Dromgoole, un tempo preside della Pierepont House School, recentemente corrispondente di danza del Times.

## Repertorio (parziale)
Durante la sua carriera è stata la ballerina principale in Giselle, La fille mal gardée, Anastasia, Romeo e Giulietta, Cenerentola e La bella addormentata nel bosco, Lo schiaccianoci e Il lago dei cigni di Pëtr Il'ič Čajkovskij. 